# Ито, Маи
Маи Ито (яп. 伊藤 舞; род. 23 мая 1984, Нара) — японская легкоатлетка, специалистка по бегу на длинные дистанции и марафону. Выступала за сборную Японии по лёгкой атлетике в 2010-х годах, участница ряда крупных международных соревнований, в том числе летних Олимпийских игр в Рио-де-Жанейро.

## Биография
Маи Ито родилась 23 мая 1984 года в городе Нара, Япония.
Училась в старшей школе Киото Татибана, позже поступила в Университет Киото Сангё. Изначально проявляла интерес к волейболу, но затем перешла в бег на длинные дистанции. Начало её спортивной карьеры было омрачено чередой травм, но в 2006 году на последнем курсе она сумела выиграть межвузовские соревнования на дистанции 10 000 метров и в том же сезоне одержала победу в зачёте Киотского полумарафона.
Начиная с 2008 года представляла беговую команду фармацевтической компании Otsuka Pharmaceutical, где проходила подготовку под руководством Коно Тадаси.
В 2009 году показала значительный прирост результатов, установила личные рекорды на дистанциях 3000, 5000 и 10 000 метров (в случае 5000 финишировала шестой на Японских национальных играх). Также одержала победу в зачёте полумарафона на Шанхайском марафоне, была четвёртой на Сэндайском полумарафоне.
В сезоне 2010 года продолжила улучшать результаты на дорожке, впервые пробежала полную марафонскую дистанцию — стала четвёртой на Нагойском международном женском марафоне (2:29:13).
В 2011 году на Осакском международном женском марафоне долгое время вела лидирующую группу, но в итоге стала второй с результатом 2:26:55, уступив на финише соотечественнице Юкико Акабе. Попав в основной состав японской национальной сборной, отметилась выступлением на чемпионате мира в Тэгу, где с результатом 2:35:16 заняла итоговое 22 место. В концовке сезона финишировала четвёртой на Женском полумарафоне Санъё.
В 2012 году стала пятой на Полумарафоне Маругаме и на Нагойском марафоне, была лучшей на Полумарафоне Саппоро, стартовала на чемпионате мира по полумарафону в Каварне, где стала девятой в личном зачёте и помогла японской команде выиграть бронзу в командном зачёте. В концовке сезона в ноябре пробежала Иокогамский международный женский марафон, заняла пятое место с результатом 2:27:06.
В 2013 году стала третьей на Берлинском полумарафоне и седьмой на Лондонском марафоне.
В 2014 году финишировала седьмой на Токийском марафоне (2:28:36).
В 2015 году представляла Японию на чемпионате мира в Пекине, заняла в зачёте марафона седьмое место, показав время 2:29:48. Кроме того, в ходе Нагойского марафона установила свой личный рекорд в данной дисциплине — 2:24:42.
Выполнив олимпийский квалификационный норматив 2:45:00, удостоилась права защищать честь страны на летних Олимпийских играх 2016 года в Рио-де-Жанейро — в программе женского марафона показала время 2:37:37, расположившись в итоговом протоколе соревнований на 46 позиции.